# Línea 520 (Pilar)
La línea 520 pertenece al partido de Pilar, siendo operada por Transporte Central de Escobar. El servicio cuenta con SUBE.

## Ramales
- Est. Pilar - Zelaya por Pilar del Este
- Est. Pilar - Plaza Derqui
- Est. Pilar - Plaza Derqui por B° Toba, por Hospital
- Est. Pilar - Plaza Derqui por Villa Astolfi
- Escuela 15 - Highland Park CC
- Zelaya - B° Santa Brígida
- Derqui - Zelaya por Villa Rosa
- Derqui - Villa Rosa
- Derqui - Lagomarsino por Hospital